# Lukáš Rob
Lukáš Rob (* 21. února 1958 Pardubice) je český lékař v oboru gynekologie a porodnictví, univerzitní profesor a přednosta Gynekologicko-porodnické kliniky 3. lékařské fakulty Univerzity Karlovy a FN Královské Vinohrady. V letech 1996–2016 působil na 2. lékařské fakultě UK a FN Motol. Závodně hrál basketbal a zúčastnil se Mistrovství Evropy juniorů 1975. Stal se také bronzovým medailistou československé ligy 1976.

## Lékařská a akademická kariéra
V roce 1983 ukončil Fakultu všeobecného lékařství Univerzity Karlovy v Praze. Do roku 1996 působil na alma mater, 1. lékařské fakultě se specializací gynekologie a porodnictví. V roce 1993 získal nadstavbovou atestaci v klinické onkologii. V letech 1996–2016 působil na 2. lékařské fakultě UK a FN Motol, nejdříve ve funkci školského zástupce přednosty a od roku 2003 jako přednosta gynekologicko-porodnické kliniky. Následně se stal přednostou Gynekologicko-porodnické kliniky 3. lékařské fakulty UK a FN Královské Vinohrady, kde se stal i vedoucím Onkogynekologického centra. 
V květnu 2025 kandidoval na děkana 3. lékařské fakultě Univerzity Karlovy, jímž byl zvolen protikandát Jan Trnka, přednosta Ústavu biochemie, buněčné a molekulární biologie.
Specializuje se na onkogynekologii. V letech 2002–2006 byl členem výboru Evropské onkogynekologické společnosti (ESGO), mezi roky 2006–2008 viceprezidentem, a v období 2008–2010 členem výboru Světové onkogynekologické společnosti (IGCS). V roce 2010 působil jako prezident kongresu IGCS.

## Basketbalová kariéra
V československé basketbalové lize hrál celkem 8 sezón (1975–1984) za Spartak Sokolovo / Sparta Praha, s nímž získal třetí místo (1976), dvě sedmá místa (1977, 1979), dvě osmá místa (1978, 1981) a tři devátá místa (1980, 1982, 1984). V československé basketbalové lize zaznamenal celkem 413 bodů. Za reprezentační družstvo Československa hrál na Mistrovství Evropy kadetů v roce 1975 (Athény, Řecko), skončili na 8. místě, odehrál 8 zápasů a zaznamenal 57 bodů.   
V ligové sezóně 1984/85 po utkání USK Praha a Sparty Praha převzal mužstvo mužů jako hlavní trenér a družstvo skončilo na 8. místě. K funkci basketbalového trenéra se vrátil v roce 2010 a s juniorkami Aritmy Praha dosáhl do U17 a U19 extraligy. V sezóně 2014/15 převzal ligové mužstvo žen Kralupy Junior.

### Kluby
- 1975–1984 Sparta Praha: 3. místo (1976), 2x 7. místo (1977, 1979), 2x 8. místo (1978, 1981) a 3x 9. místo (1980, 1982, 1984)
  - Československá basketbalová liga 8 sezón (1975–1984) a celkem 413 bodů

### Československo
- Mistrovství Evropy kadetů 1975 (Athény, Řecko) 8. místo, celkem 57 bodů, 8 zápasů

### Trenér
- 1985 Sparta Praha, Československá basketbalová liga: 8. místo (1985)
- 2010 SK Aritma Praga, juniorky, extraliga U17, U19
- 2014–2014, Kralupy Junior, liga ženy